# Wieża Għajn Ħadid
Għajn Ħadid Tower – jedna z trzynastu małych umocnionych kamiennych wież obserwacyjnych zbudowana za czasów wielkiego mistrza  Kawalerów maltańskich Martin de Redin zbudowana na wyspie Malta. Wieże zostały zbudowane pomiędzy rokiem 1658 a 1659. Każda z wież znajduje się w zasięgu wzroku z sąsiedniej i służyły jako wieże komunikacyjne pomiędzy Gozo i Wielkim Portem, oprócz funkcji obserwacyjno-ostrzegawczych przed piratami.
Wieża Għajn Ħadid, jest usytuowana na klifie Għajn Ħadid Cliffs, na północnym brzegu Malty. Wieża jest oddalono o kilkaset metrów od Fortu Campbell pomiędzy miejscowościami Mellieħa i Xgħajra.
W 1856 roku wieża uległa poważnym uszkodzeniom w wyniku trzęsienia ziemi, jakie wtedy nawiedziło Maltę. Zniszczeniu uległo piętro i stanowisko sześciofuntowego działa, które wraz z istniejącą na wieży inskrypcją przetrwało i są eksponowane w Tas-Salib Garden, Mellieha. Treść inskrypcji:
FR.D.MARTINVS DE REDIN MAGNO S.R.H. MAGISTRO

SEXTAM SPEULAM. PRO GARINARVM. AC INCOLARVM TUTIORI

STATIONE, ERIGENTI, MELITEN S. POPVLVS PRINCIPI SVO CLEMENT

PRO. VT IN CORDE. SIC IN L…RIDE GRATES

DEBITAS REDDEBAT AN. 1658. 
Wieża jest administrowana przez Din l-Art Ħelwa National Trust of Malta. Została wpisana na listę National Inventory of the Cultural Property of the Maltese Islands pod numerem 01378.